# Sumtel
Sumtel, ранее — «Сумма Телеком», — российская телекоммуникационная компания, оператор связи. Работает по франчайзинговой модели, услуги фактически предоставляются компанией «Национальный Телеком». Штаб-квартира — в Москве. Входит в группу «Сумма».

## История
В 2006 году Sumtel выступила подрядчиком строительства ВОЛС в проекте ВСТО-1.
С 2008 года компания реализует проект широкополосного доступа в Интернет в ряде регионов России.
В 2008 году Sumtel приобрела якутского оператора Эсотел-Рустелком, в 2009 году — оператора широкополосного доступа «Северен-Хоум», известного под торговой маркой «Цифра», в 2010 году — тверского оператора ОТК. В 2011 году был приобретен петербургский оператор ШПД «Реалнет-СПБ».
В 2011 году Sumtel выступает генеральным подрядчиком строительства ВОЛС в проекте БТС-2.
В 2011 году Sumtel приступила к реализации проекта ФСК_ЕЭС на участке Кострома — Киров.
В 2012 году Sumtel стала одним из учредителей Некоммерческого партнерства «ГЛОНАСС». В 2012 году «Сумма Телеком» занималась реализацией в 8 регионах РФ проектов по созданию региональных навигационно-информационных центров (РНИЦ) на основе технологии «ГЛОНАСС», направленных на информационно-навигационное обеспечение автомобильных маршрутов по транспортным коридорам «Север-Юг» и «Восток-Запад».
В 2016 году Sumtel на базе ЗАО «Национальный Телеком» завершил процесс консолидации активов. Объединение позволило компаниям повысить эффективность существующих производственных процессов, а также ускорить внедрение новых продуктов и услуг. Частью процесса консолидации стал запуск новой бизнес-модели, в рамках которой Sumtel на условиях франшизы сотрудничает с региональными участниками телекоммуникационного рынка: ООО «Эсотел-Рустелком», ООО «СТ-ЮГ», ООО «СТ-ВОРОНЕЖ», ООО «СТ РОСТОВ НА ДОНУ», ООО «СТ ПЕТЕРБУРГ», ООО «СТ ТВЕРЬ», ООО «СТ ЛИПЕЦК», ООО «СТ НИЖНИЙ НОВГОРОД», ООО «СтелкомИнжиниринг».
В октябре 2019 года абонентская база была приобретена «Ростелекомом».

## Деятельность
Компания занимается строительством телекоммуникационных сетей в регионах России. Проекты, реализуемые компанией, построены на основе технологий FTTB («оптика до здания»). С 2012 года для покрытия частного сектора компания начала использование технологии PON.
Сеть компании охватывает 15 городов России. Sumtel работает в Воронеже, Липецке, Махачкале, Нижнем Новгороде, Ростове-на-Дону, Санкт-Петербурге, Москве, Краснодаре, Каспийске, Дербенте, Кизилюрте, Твери и Якутске. Обслуживается 300 тысяч абонентов.
ЗАО «Национальный Телеком» владеет собственной волоконно-оптической магистралью между городами Москва — Тула — Липецк — Воронеж — Ростов-на-Дону.

## Награды
Sumtel является лауреатом международной профессиональной награды «Брэнд года/EFFIE 2009» в категории «Высокотехнологичные товары и услуги».

## Автоспорт
С 2007 по 2010 года в RTCC выступала команда «СумТел Рейсинг Динамо Автоспорт» (Sum Tel Racing Dynamo Avtosport). Состав команды:
- Руководитель команды — заслуженный тренер России, Хатюшенко Олег Михайлович
- Спортивный директор — мастер спорта международного класса Девель Михаил Михайлович
- Технический директор — Маркин Владимир Васильевич
- Главный тренер — мастер спорта международного класса Орловский Александр Михайлович

Пилоты:
- Антон Маркин, мастер спорта, чемпион России по кольцевым гонкам
- Александр Орловский, мастер спорта международного класса, чемпион СССР по кольцевым гонкам
- Александр Сотников, мастер спорта, чемпион России по трековым и кольцевым гонкам
- Евгений Каретников, мастер спорта, чемпион России в командном зачете
- Никита Хатюшенко, мастер спорта, обладатель Кубка Победы 2006